# Orphanet
Orphanet és una pàgina web europea que proporciona informació sobre els medicaments orfes i malalties rares. S'inclou contingut tant per als metges com per als pacients. La seva seu administrativa es troba a París i la seva revista mèdica oficial és el Orphanet Journal of Rare Diseases publicat en el seu nom per BioMed Central.